# Temporada 2012 del fútbol colombiano
La Temporada 2012 del fútbol colombiano abarca todas las actividades relativas a campeonatos de fútbol profesional, nacionales e internacionales, disputados por clubes colombianos, y por las selecciones nacionales de este país en sus diversas categorías.

## Torneos locales

### Categoría Primera A

#### Torneo Apertura
- Final.

| Fecha                                                     | Ciudad | Equipo local    | Resultado | Equipo visitante |
| --------------------------------------------------------- | ------ | --------------- | --------- | ---------------- |
| 11 de julio                                               | Pasto  | Deportivo Pasto | 1 : 1     | Santa Fe         |
| 15 de julio                                               | Bogotá | Santa Fe        | 1 : 0     | Deportivo Pasto  |
| Santa Fe se coronó campeón con un marcador global de 2:1. |        |                 |           |                  |

|                             |
| Bandera de Colombia         |
| Campeón Santa Fe 7.º título |

#### Torneo Finalización
- Final.

| Fecha                                                            | Ciudad   | Equipo local           | Resultado | Equipo visitante       |
| ---------------------------------------------------------------- | -------- | ---------------------- | --------- | ---------------------- |
| 12 de diciembre                                                  | Medellín | Independiente Medellín | 0 : 0     | Millonarios            |
| 16 de diciembre                                                  | Bogotá   | Millonarios            | 1:1 (5:4) | Independiente Medellín |
| Millonarios se corona campeón en tiros desde el punto penal 5-4. |          |                        |           |                        |

|                                 |
| Bandera de Colombia             |
| Campeón Millonarios 14.º título |

#### Tabla de reclasificación
En esta tabla se tienen en cuenta todos los partidos del año. Además de los campeones de los torneos Apertura y Finalización, el equipo con mejor puntaje de esta tabla, clasificará a la fase previa de la Copa Libertadores 2013. Asimismo, el segundo, tercer y cuarto mejor puntaje de esta tabla, tendrán un cupo a la Copa Sudamericana 2013 mientras que el otro cupo que se dará será para el campeón de la Copa Colombia.
| Pos. | Equipos                     | PJ | PG | PE | PP | GF | GC | Dif. | Pts. |
| ---- | --------------------------- | -- | -- | -- | -- | -- | -- | ---- | ---- |
| 1.   | Deportes Tolima             | 48 | 22 | 14 | 12 | 66 | 49 | 17   | 80   |
| 2.   | La Equidad                  | 48 | 20 | 15 | 13 | 60 | 49 | 11   | 75   |
| 3.   | Deportivo Pasto             | 50 | 19 | 17 | 14 | 62 | 53 | 9    | 74   |
| 4.   | Itagüí F. C.                | 48 | 19 | 15 | 14 | 56 | 41 | 15   | 72   |
| 5.   | Santa Fe (A)                | 44 | 18 | 16 | 10 | 59 | 48 | 11   | 70   |
| 6.   | Millonarios (F)             | 44 | 18 | 15 | 11 | 56 | 39 | 17   | 69   |
| 7.   | Junior                      | 42 | 17 | 14 | 11 | 60 | 45 | 15   | 65   |
| 8.   | Atlético Nacional (SL) (CC) | 42 | 16 | 14 | 12 | 56 | 38 | 18   | 62   |
| 9.   | Deportivo Cali              | 42 | 16 | 12 | 14 | 48 | 44 | 4    | 60   |
| 10.  | Boyacá Chicó                | 42 | 14 | 14 | 14 | 52 | 53 | -1   | 56   |
| 11.  | Independiente Medellín      | 44 | 14 | 14 | 16 | 45 | 47 | -2   | 56   |
| 12.  | Envigado F. C.              | 36 | 10 | 14 | 12 | 38 | 42 | -4   | 44   |
| 13.  | Patriotas                   | 36 | 11 | 11 | 14 | 30 | 45 | -15  | 44   |
| 14.  | Atlético Huila              | 42 | 10 | 12 | 20 | 37 | 56 | -19  | 42   |
| 15.  | Deportes Quindío            | 36 | 9  | 13 | 14 | 40 | 54 | -14  | 40   |
| 16.  | Cúcuta Deportivo            | 36 | 9  | 8  | 19 | 34 | 57 | -23  | 35   |
| 17.  | Once Caldas                 | 36 | 8  | 9  | 19 | 41 | 53 | -12  | 33   |
| 18.  | Real Cartagena              | 36 | 7  | 11 | 18 | 37 | 64 | -27  | 32   |

Fuente: Web oficial de Dimayor
|  | Clasificado a la Segunda fase de Copa Libertadores 2013.    |
|  | Clasificado a la Primera fase de la Copa Libertadores 2013. |
|  | Clasificado a la Primera fase de la Copa Sudamericana 2013. |

| (CC) Campeón de la Copa Colombia 2012.         |
| (A) Campeón del Torneo Apertura 2012.          |
| (F) Campeón del Torneo Finalización 2012.      |
| (SL) Campeón de la Superliga de Colombia 2012. |

##### Representantes en competición internacional
| Clasificado como | Copa Libertadores 2013 | Copa Sudamericana 2013 |
| ---------------- | ---------------------- | ---------------------- |
| Colombia 1       | Santa Fe               | Atlético Nacional      |
| Colombia 2       | Millonarios            | La Equidad             |
| Colombia 3       | Deportes Tolima        | Deportivo Pasto        |
| Colombia 4       |                        | Itagüí F.C.            |

#### Tabla de descenso
Los ascensos y descensos en el fútbol colombiano se definen por la Tabla de descenso, la cual promedia las campañas: 2010-I, 2010-II, 2011-I, 2011-II, 2012-I y 2012-II. Los puntos de la tabla se obtienen de la división del puntaje total entre partidos jugados, únicamente en la fase de todos contra todos.
El último  en dicha tabla descenderá a la Categoría Primera B dándole el ascenso directo al campeón de la segunda categoría. Por su parte el equipo que ocupe el penúltimo lugar  en la Tabla de descenso, disputará la serie de promoción ante el subcampeón de la Primera B en partidos de ida y vuelta.
Cabe recordar que en la tabla de descenso no cuentan los partidos por cuadrangulares semifinales ni final del campeonato, únicamente los de la fase todos contra todos.
| Pos. | Equipos                | PJ  | GF  | GC  | Dif. | Pts. | Prom. |
| ---- | ---------------------- | --- | --- | --- | ---- | ---- | ----- |
| 18.  | Real Cartagena (D)     | 108 | 123 | 168 | -45  | 117  | 1.083 |
| 17.  | Cúcuta Deportivo (P)   | 108 | 111 | 143 | -32  | 124  | 1.148 |
| 16.  | Patriotas              | 108 | 117 | 150 | -33  | 129  | 1.194 |
| 15.  | Deportes Quindío       | 108 | 119 | 151 | -32  | 132  | 1.222 |
| 14.  | Atlético Huila         | 108 | 138 | 156 | -18  | 134  | 1.241 |
| 13.  | Envigado F. C.         | 108 | 130 | 143 | -13  | 136  | 1.259 |
| 12.  | Independiente Medellín | 108 | 136 | 139 | -3   | 137  | 1.269 |
| 11.  | Deportivo Pasto        | 108 | 134 | 138 | -4   | 141  | 1.306 |
| 10.  | Boyacá Chicó           | 108 | 130 | 134 | -4   | 151  | 1.407 |
| 9.   | Millonarios            | 108 | 146 | 126 | 20   | 154  | 1.426 |
| 8.   | Deportivo Cali         | 108 | 135 | 127 | 8    | 155  | 1.435 |
| 7.   | Junior                 | 108 | 151 | 134 | 17   | 155  | 1.435 |
| 6.   | Itagüí F.C.            | 108 | 139 | 122 | 17   | 156  | 1.444 |
| 5.   | Once Caldas            | 108 | 173 | 140 | 33   | 159  | 1.472 |
| 4.   | La Equidad             | 108 | 130 | 120 | 10   | 164  | 1.518 |
| 3.   | Santa Fe               | 108 | 138 | 118 | 20   | 166  | 1.537 |
| 2.   | Atlético Nacional      | 108 | 160 | 131 | 29   | 168  | 1.556 |
| 1.   | Deportes Tolima        | 108 | 181 | 119 | 62   | 191  | 1.769 |

Fuente: Web oficial de Dimayor
| (P) | Disputó y ganó la serie de promoción.                     |
| (D) | Descenso a la Categoría Primera B para la temporada 2013. |

##### Cambios de categoría
|  | Real Cartagena |

|  | Alianza Petrolera |

### Categoría Primera B

#### Final del año
La Categoría Primera B sirve para coronar campeón a un equipo que a la vez ascenderá a la Categoría Primera A a partir del próximo año. Este año la final fue disputada entre el campeón del torneo apertura (América de Cali) y el campeón del torneo finalización (Alianza Petrolera). El partido de ida se disputaría en la cancha del campeón que menor posición tuviera en la tabla de reclasificación el 28 de noviembre mientras que el de vuelta iba a ser disputado en la cancha del otro equipo el 1 de diciembre.
| Fecha                                                                                                 | Ciudad   | Equipo local      | Resultado        | Equipo visitante  |
| --- | -------- | ----------------- | ---------------- | ----------------- |
| 28 de noviembre                                                                                       | Envigado | Alianza Petrolera | 2 : 1            | América de Cali   |
| 1 de diciembre                                                                                        | Cali     | América de Cali   | 1 : 0 (3:4 pen.) | Alianza Petrolera |
| Alianza Petrolera se coronó campeón en tiros desde el punto penal 4:3, tras empatar 2:2 en el global. |          |                   |                  |                   |

|                                       |
| Bandera de Colombia                   |
| Campeón Alianza Petrolera 1.er título |

#### Serie de promoción
La disputan el clasificado en el penúltimo lugar de la tabla de descenso de la Primera A en 2012 y el subcampeón de la Primera B. Las fechas programada para esta disputa es el 7 de diciembre ejerciendo localía el subcampeón de la Primera B (América de Cali) y el partido de vuelta será el día 12 de diciembre siendo local el penúltimo de la tabla del descenso (Cúcuta Deportivo). Este año no hubo cambios de fecha debido a que el equipo de la Primera A no clasificó a jugar los cuadrangulares semifinales del torneo finalización.
| Fecha                                                              | Ciudad | Equipo local     | Resultado | Equipo visitante |
| ------------------------------------------------------------------ | ------ | ---------------- | --------- | ---------------- |
| 7 de diciembre                                                     | Cali   | América de Cali  | 1 : 4     | Cúcuta Deportivo |
| 12 de diciembre                                                    | Cúcuta | Cúcuta Deportivo | 1 : 2     | América de Cali  |
| Cúcuta Deportivo permanece en la Primera A para la Temporada 2013. |        |                  |           |                  |

### Copa Colombia
- Final

| Fecha                                                              | Ciudad   | Equipo local      | Resultado | Equipo visitante  |
| ------------------------------------------------------------------ | -------- | ----------------- | --------- | ----------------- |
| 31 de octubre                                                      | Pasto    | Deportivo Pasto   | 0 : 0     | Atlético Nacional |
| 7 de noviembre                                                     | Medellín | Atlético Nacional | 2 : 0     | Deportivo Pasto   |
| Atlético Nacional se coronó campeón con un marcador global de 2:0. |          |                   |           |                   |

|                                       |
| Bandera de Colombia                   |
| Campeón Atlético Nacional 1.er título |

### Superliga de Colombia
| Fecha                                                              | Ciudad       | Equipo local      | Resultado | Equipo visitante  |
| ------------------------------------------------------------------ | ------------ | ----------------- | --------- | ----------------- |
| 18 de julio                                                        | Barranquilla | Junior            | 1 : 3     | Atlético Nacional |
| 22 de julio                                                        | Medellín     | Atlético Nacional | 3 : 0     | Junior            |
| Atlético Nacional se coronó campeón con un marcador global de 6:1. |              |                   |           |                   |

|                                       |
| Bandera de Colombia                   |
| Campeón Atlético Nacional 1.er título |

### Prelibertadores Femenina
|                                    |
| Bandera de Colombia                |
| Campeón Formas Íntimas 1.er título |

## Torneos internacionales

### Copa Libertadores de América
| Equipo            | Fase final             | Pts. | PJ | PG | PE | PP | GF | GC | DG | Rend.  |
| ----------------- | ---------------------- | ---- | -- | -- | -- | -- | -- | -- | -- | ------ |
| Once Caldas       | Primera fase           | 1    | 2  | 0  | 1  | 1  | 2  | 3  | -1 | 16,7 % |
| Junior            | Segunda fase (Grupo 3) | 7    | 6  | 2  | 1  | 3  | 8  | 8  | 0  | 38,9 % |
| Atlético Nacional | Octavos de final       | 12   | 8  | 3  | 3  | 2  | 17 | 10 | 7  | 50 %   |

### Copa Sudamericana
| Equipo          | Fase final   | Pts. | PJ | PG | PE | PP | GF | GC | DG | Rend.  |
| --------------- | ------------ | ---- | -- | -- | -- | -- | -- | -- | -- | ------ |
| La Equidad      | Primera fase | 0    | 2  | 0  | 0  | 2  | 1  | 3  | -2 | 0 %    |
| Envigado F. C.  | Segunda fase | 5    | 4  | 1  | 2  | 1  | 3  | 2  | 1  | 41,7 % |
| Deportes Tolima | Segunda fase | 7    | 4  | 2  | 1  | 1  | 6  | 4  | 2  | 58,3 % |
| Millonarios     | Semifinales  | 16   | 10 | 4  | 4  | 2  | 16 | 9  | 7  | 53,3 % |

### Copa Libertadores Sub-20
| Equipo | Fase final             | Pts. | PJ | PG | PE | PP | GF | GC | DG | Rend.  |
| ------ | ---------------------- | ---- | -- | -- | -- | -- | -- | -- | -- | ------ |
| Junior | Primera fase (Grupo D) | 3    | 3  | 1  | 0  | 2  | 4  | 9  | -5 | 33,3 % |

### Copa Libertadores de América Femenina
| Equipo         | Fase final             | Pts. | PJ | PG | PE | PP | GF | GC | DG | Rend.  |
| -------------- | ---------------------- | ---- | -- | -- | -- | -- | -- | -- | -- | ------ |
| Formas Íntimas | Primera fase (Grupo A) | 3    | 3  | 1  | 0  | 2  | 8  | 6  | 2  | 33,3 % |

## Selección nacional masculina

### Mayores

#### Partidos de la Selección mayor en 2012
| Fecha            | Lugar                                           | Rival    | Marcador | Competencia                          | Goles de Colombia                                                           |
| ---------------- | ----------------------------------------------- | -------- | -------- | ------------------------------------ | --------------------------------------------------------------------------- |
| 29 de febrero    | Sun Life Stadium Miami, Estados Unidos          | México   | 2 - 0    | Amistoso                             | 36' Falcao García, · 60' Juan Guillermo Cuadrado                            |
| 28 de mayo       | Estadio El Campín Bogotá, Colombia              | Guyana   | 7 - 1    | Amistoso no oficial a puerta cerrada | Jackson Martínez · Luis Muriel · James Rodríguez · Fredy Guarín · Sin datos |
| 3 de junio       | Estadio Nacional Lima, Perú                     | Perú     | 1 - 0    | Eliminatorias Brasil 2014            | 52' James Rodríguez                                                         |
| 10 de junio      | Estadio Olímpico Atahualpa Quito, Ecuador       | Ecuador  | 0 - 1    | Eliminatorias Brasil 2014            | Sin goles                                                                   |
| 7 de septiembre  | Estadio Metropolitano Barranquilla, Colombia    | Uruguay  | 4 - 0    | Eliminatorias Brasil 2014            | 2' Falcao García · 47' 52' Teófilo Gutiérrez · 90+1' Camilo Zúñiga          |
| 11 de septiembre | Estadio Monumental Santiago, Chile              | Chile    | 3 - 1    | Eliminatorias Brasil 2014            | 58' James Rodríguez · 73' Falcao García · 76' Teófilo Gutiérrez             |
| 12 de octubre    | Estadio Metropolitano Barranquilla, Colombia    | Paraguay | 2 - 0    | Eliminatorias Brasil 2014            | 52', 90' Falcao García                                                      |
| 16 de octubre    | Estadio Metropolitano Barranquilla, Colombia    | Camerún  | 3 - 0    | Amistoso                             | 23' Jackson Martínez · 61' Carlos Bacca · 81' Dorlan Pabón                  |
| 14 de noviembre  | MetLife Stadium East Rutherford, Estados Unidos | Brasil   | 1 - 1    | Amistoso                             | 43' Juan Guillermo Cuadrado                                                 |

## Selección nacional femenina

### Mayores
| Fecha       | Lugar                                    | Rival         | Marcador | Competencia | Goles de Colombia  |
| ----------- | ---------------------------------------- | ------------- | -------- | ----------- | ------------------ |
| 9 de julio  | Stade de Copet Vevey, Suiza              | Canadá        | 0 - 2    | Amistoso    | Sin goles          |
| 14 de julio | Stade du Lussy Châtel-Saint-Denis, Suiza | Brasil        | 1 - 2    | Amistoso    | Oriánica Velásquez |
| 17 de julio | Stade St-Germain Savièse, Suiza          | Nueva Zelanda | 1 - 2    | Amistoso    | 86' Liana Salazar  |

#### Juegos Olímpicos de Londres 2012
| Equipo                      | Pts. | PJ | PG | PE | PP | GF | GC | DG | Rend. |
| --------------------------- | ---- | -- | -- | -- | -- | -- | -- | -- | ----- |
| Selección nacional femenina | 0    | 3  | 0  | 0  | 3  | 0  | 6  | -6 | 0 %   |

- Resultado final: Eliminado en primera fase.

Grupo G
| Equipo          | Pts | PJ | PG | PE | PP | GF | GC | Dif |
| --------------- | --- | -- | -- | -- | -- | -- | -- | --- |
| Estados Unidos  | 9   | 3  | 3  | 0  | 0  | 8  | 2  | 6   |
| Francia         | 6   | 3  | 2  | 0  | 1  | 8  | 4  | 4   |
| Corea del Norte | 3   | 3  | 1  | 0  | 2  | 2  | 6  | -4  |
| Colombia        | 0   | 3  | 0  | 0  | 3  | 0  | 6  | -6  |

| 25 de julio de 2012, 19:45 (UTC+1) | Colombia | 0:2 (0:1) | Corea del Norte       | Hampden Park, Glasgow                                                   |                                                                         |
|                                    |          | Reporte   | Kim Song Hui 39', 85' | Asistencia: 18 900 espectadores Árbitro(s): Carol Anne Chenard (Canadá) | Asistencia: 18 900 espectadores Árbitro(s): Carol Anne Chenard (Canadá) |

| 28 de julio de 2012, 17:00 (UTC+1) | Estados Unidos                        | 3:0 (1:0) | Colombia | Hampden Park, Glasgow                                             |                                                                   |
|                                    | Rapinoe 33' · Wamcach 74' · Lloyd 77' | Reporte   |          | Asistencia: 11 313 espectadores Árbitro(s): Thalia Mitsi (Grecia) | Asistencia: 11 313 espectadores Árbitro(s): Thalia Mitsi (Grecia) |

| 31 de julio de 2012, 17:15 (UTC+1) | Francia          | 1:0 (1:0) | Colombia | St James' Park, Newcastle upon Tyne                                     |                                                                         |
|                                    | Elodie Thomis 5' | Reporte   |          | Asistencia: 13 184 espectadores Árbitro(s): Quetzalli Alvarado (México) | Asistencia: 13 184 espectadores Árbitro(s): Quetzalli Alvarado (México) |

### Sub-20

#### Campeonato Sudamericano Femenino de Fútbol Sub-20
| Equipo                             | Pt | PJ | PG | PE | PP | GF | GC | DG | Rend.  |
| ---------------------------------- | -- | -- | -- | -- | -- | -- | -- | -- | ------ |
| Selección nacional femenina sub-20 | 12 | 7  | 4  | 0  | 3  | 7  | 6  | 1  | 57,1 % |

- Resultado final: tercer lugar.

### Sub-17

#### Campeonato Sudamericano Femenino de Fútbol Sub-17
| Equipo                             | Pt | PJ | PG | PE | PP | GF | GC | DG | Rend.  |
| ---------------------------------- | -- | -- | -- | -- | -- | -- | -- | -- | ------ |
| Selección nacional femenina sub-17 | 12 | 7  | 4  | 0  | 3  | 15 | 11 | 4  | 57,1 % |

- Resultado final: tercer lugar.

#### Copa Mundial Femenina de Fútbol Sub-17
| Equipo                             | Pt | PJ | PG | PE | PP | GF | GC | DG | Rend.  |
| ---------------------------------- | -- | -- | -- | -- | -- | -- | -- | -- | ------ |
| Selección nacional femenina sub-17 | 3  | 3  | 1  | 0  | 2  | 4  | 4  | 0  | 33,3 % |

- Resultado final: Eliminado en primera fase.

Grupo A
| Equipo     | Pts | PJ | PG | PE | PP | GF | GC | Dif |
| ---------- | --- | -- | -- | -- | -- | -- | -- | --- |
| Nigeria    | 7   | 3  | 2  | 1  | 0  | 15 | 1  | 14  |
| Canadá     | 7   | 3  | 2  | 1  | 0  | 3  | 1  | 2   |
| Colombia   | 3   | 3  | 1  | 0  | 2  | 4  | 4  | 0   |
| Azerbaiyán | 0   | 3  | 0  | 0  | 3  | 0  | 16 | -16 |

| 22 de septiembre de 2012, 17:00 (UTC+5) | Azerbaiyán | 0:4 (0:3) | Colombia                                        | Tofig Bahramov Stadium, Bakú                                      |                                                                   |
|                                         |            | Reporte   | Castillo 17', 20' · Maldonado 44' · Aguirre 73' | Asistencia: 30.250 espectadores Árbitro(s): Etsuko Fukano (Japón) | Asistencia: 30.250 espectadores Árbitro(s): Etsuko Fukano (Japón) |

| 25 de septiembre de 2012, 17:00 (UTC+5) | Colombia | 0:1 (0:0) | Canadá     | Shafa Stadium, Bakú                                                 |                                                                     |
|                                         |          | Reporte   | Clarke 51' | Asistencia: 4.729 espectadores Árbitro(s): Carina Vitulano (Italia) | Asistencia: 4.729 espectadores Árbitro(s): Carina Vitulano (Italia) |

| 29 de septiembre de 2012, 20:00 (UTC+5) | Colombia | 0:3 (0:1) | Nigeria                             | Bayil Stadium, Bakú                                                   |                                                                       |
|                                         |          | Reporte   | Ayinde 32', 75' · Duarte 80' (a.g.) | Asistencia: 2.500 espectadores Árbitro(s): Cardella Samuels (Jamaica) | Asistencia: 2.500 espectadores Árbitro(s): Cardella Samuels (Jamaica) |